# Мауро Болоньїні
Мауро Болоньїні (італ. Mauro Bolognini) (28 червня 1922 — 14 травня 2001) — італійський режисер театру і кіно.

## Біографія
За освітою архітектор. Навчався у римському Експериментальному кіноцентрі, був асистентом французьких режисерів Іва Аллегре, Ж. Деланнуа, а також Л. Дзампи, під чиїм впливом ставить перші свої ліричні комедії.
Плодом співпраці з П. П. Пазоліні стала екранізація роману письменника «Лихі хлопці» — фільм «Бурхлива ніч» (1959), що відрізняється зрілістю режисерського почерку та манери. Наступні екранізації «Красунчик Антоніо» (1960) за однойменним романом В. Бранкато, «Сумбурний день» (1960) за розповідями А. Моравіа підтвердили, що Болоньїні тонкий інтерпретатор літературних першоджерел. У 1970 екранізував роман «Метелло» Васко Пратоліні. 
Для ТБ зняв екранізації «Пармської обителі» (1982) і «Байдужих» (1987). Співавтор сценаріїв багатьох своїх фільмів.

## Фільмографія
- Ci troviamo in galleria (1953)
- I cavalieri della regina (1954)
- La vena d'oro (1955)
- Gli innamorati (1955)
- Guardia, guardia scelta, brigadiere e maresciallo (1956)
- Marisa la civetta (1957)
- Giovani mariti (1958)
- Arrangiatevi! (1959)
- La notte brava (1959)
- 1960 : Красунчик Антоніо / (l bell'Antonio)
- La giornata balorda (1961)
- La viaccia (1961)
- Agostino (1962)
- Senilità (1962)
- La corruzione (1963)
- 1964 : Моя пані / (La mia signora)
- La donna è una cosa meravigliosa (1964)
- 1965 : Лялечки / (Le bambole)
- I tre volti (1965)
- 1966 : Феї / (Le Fate)
- Madamigella di Maupin (1966)
- Le streghe (1967)
- L'amore attraverso i secoli (Le plus vieux métier du monde) (1967)
- Arabella (1967)
- Каприз по-італійськи (1968)
- L'assoluto naturale (1969)
- Un bellissimo novembre (1969)
- Metello (1970)
- Bubù (1971)
- Imputazione di omicidio per uno studente (1972)
- Libera, amore mio! (1973)
- Fatti di gente perbene (1974)
- Per le antiche scale (1975)
- L'eredità Ferramonti (1976)
- Gran bollito (1977)
- Куди ти вирушаєш у відпустку? (1978)
- La storia vera della signora delle camelie (1981)
- La venexiana (1986)
- Imago urbis (1987)
- Mosca addio (1987)
- Gli indifferenti (1988)
- 12 registi per 12 città (1989)
- La villa del venerdì (1991)
- La famiglia Ricordi (1995)